# Efternamn
Efternamn är i flertalet kulturer idag familjenamn eller släktnamn, det vill säga den del av en persons namn som anger till vilken familj eller släkt hon eller han hör. Förr var andra tillnamn – baserade på faderns förnamn (patronymikon), undantagsvis moderns (metronymikon), personliga egenskaper, ursprung, hemgård, hemort, yrke eller liknande – vanliga som efternamn.
I många delar av världen, inklusive Sverige, kom inte familjenamn i allmänt bruk förrän under 1600- till 1900-talen, och det finns än idag kulturer som inte använder dem. I finlandssvenskan används officiellt enbart termen "släktnamn", och i namnlagen har stadgats, att "var och en skall ha ett släktnamn och ett förnamn".
I många asiatiska kulturer nämns och skrivs familjenamnet först, när man refererar till en individ (se exempelvis japanska namn), medan man i de flesta kulturer i västvärlden uttalar familjenamnet sist, vilket givit upphov till termen efternamn.
Register, kataloger och arkiv sorteras i bokstavsordning i första hand baserat på efternamn, i andra hand förnamn. Därför skrivs personnamn ofta på formen Efternamn, Förnamn i register. På Island, där patronymikon är norm, sorteras istället på förnamnet.

## Svenska efternamn
De svenska patronymikonen, i form av son- och dotternamn, har försvunnit eller förvandlats till släktnamn. Bruket att barn antar faderns patronymikon som familjenamn började förekomma sporadiskt i Sverige på 1700-talet och blev allmänt förekommande i många socknar vid 1800-talets slut. Patronymikon avskaffades slutligen i lag år 1966. 
Bland allmogen blev det med tiden vanligt att ersätta sonnamn med ett särskiljande familjenamn, exempelvis när någon lämnade bondbyn och sitt gamla sonnamn för att flytta till en stad och ett nytt yrke. Alla soldater som bodde på samma soldattorp kunde få samma soldatnamn trots att de inte var släkt, och behöll ofta soldatnamnet som familjenamn. Däremot brukade inte soldaternas barn ärva detta namn utan få patronymikon. Tagna efternamn istället för sonnamn blev allmänt förekommande på vissa landsorter under 1800-talets senare hälft, medan de flesta kunde behålla sonnamnen som familjenamn i andra närliggande socknar. Fram till 1904 var det fritt att ta valfritt familjenamn, men ändå fick familjenamnen en enhetlig struktur över hela landet. Till skillnad från i andra länder är yrkesanknutna familjenamn mycket ovanliga i Sverige. Det tagna familjenamnet bestod ofta av ett eller två naturfenomen, ofta med anknytning till den by man kom ifrån. Exempelvis kunde personer i Edsåker ta sig namnet Edlund även om de inte var sinsemellan släkt.
I samband med den stora utvandringen under 1800-talet från Sverige till USA var det många personer med sonnamn som under själva resan bytte namn för att vid framkomsten uppge det nya namnet för de amerikanska myndigheterna. Dessa nya namnbärare saknade ofta släktsamband med andra svenskar med det namnet.
Före 1963 års namnlag kunde två efternamn, oftast för gifta kvinnor, skrivas ihop till ett med bindestreck.
I 1963 års namnlag infördes den nya formen tilläggsnamn, som i 1983 års namnlag fick beteckningen mellannamn. Från 2017 års personnamnslag kan inte längre nya mellannamn antas, möjligheten infördes i stället att lägga samman två olika efternamn man har rätt att kunna bära till ett kombinerat namn. Det är valfritt att antingen skriva det kombinerade namnet med ett mellanrum eller att sammanskriva namnet med ett bindestreck. Personer som har ett mellannamn sedan förut är fria att behålla det, men kan kostnadsfritt göra den administrativa ändringen att mellannamnet formellt görs om till ett av två efternamn. 
Vid 1901 års nya namnlag började kvinnor tituleras med sin makes efternamn eller patronymikon. Herr A Larssons fru, som tidigare kallats B Jönsdotter, registrerades därmed som fru B Larsson i folkräkningen.

## Samiska efternamn
I de äldsta kyrkböckerna i sydsamiskt område från 1600-talet står samerna ofta bara omnämnda med ett förnamn följt av epitetet finn (same). Så småningom blev förnamn följt av patronymikon det vanligaste. På 1700-talet var namnen ibland kompletterade med ytterligare tillnamn, till exempel Kant (1737), Jælker (1741) och Råik (1753).
De samiska släktnamnen har sitt upphov i olika sorters tillnamn som givits en viss person och som sedan överförts till de efterkommande. Ursprungligen lades dessa namn till efter förnamn och patronymikon. 
Eftersom samerna finns i flera nationalstater (Sverige, Finland, Norge och Ryssland), och att de i de nordligaste delarna i perioder har betalt skatt till flera länder, har både stavning och namn påverkats av nationalstaternas språk (och språkkunnighet) i administrationen. Namn som idag uppfattas som genuina samiska släktnamn behöver nödvändigtvis inte alls vara av samiskspråkigt ursprung utan kan ha påverkats av eller rent av vara ord från de omkringliggande språken.
Parallellt med officiella namn som finns i till exempel folkbokföringen används s.k. parentonymiska namn då det talas samiska. Det innebär att en person presenterar sig genom att ange en av föräldrarnas förnamn och sitt eget förnamn. Detta för att ge den som lyssnar en möjlighet att identifiera vilken släkt personen kommer ifrån. Detta innebär att samisktalande samer, oaktat om efternamnet är ett samiskt släktnamn eller inte, kan parallellt använda samiska parentonymiska namn.